# Associazione Calcio Siena 1959-1960
Questa voce raccoglie le informazioni riguardanti l'Associazione Calcio Siena nelle competizioni ufficiali della stagione 1959-1960.

## Rosa
| N. |                   | Ruolo | Calciatore         |
| -- | ----------------- | ----- | ------------------ |
|    | Italia (bandiera) | C     | Giancarlo Bellotti |
|    | Italia (bandiera) | C     | Giorgio Bravi      |
|    | Italia (bandiera) | C     | Dante Castellazzi  |
|    | Italia (bandiera) | C     | Carlo Cattabiani   |
|    | Italia (bandiera) | D     | Claudio Darni      |
|    | Italia (bandiera) |       | Alessandro Fiorini |
|    | Italia (bandiera) | C     | Antonio Fiorini    |
|    | Italia (bandiera) | P     | Mario Francalancia |
|    | Italia (bandiera) | C     | Luca Frateschi     |
|    | Italia (bandiera) | A     | Emiliano Giordano  |

| N. |                   | Ruolo | Calciatore         |
| -- | ----------------- | ----- | ------------------ |
|    | Italia (bandiera) | A     | Enrico Martelli    |
|    | Italia (bandiera) | D     | Carlo Mazzone      |
|    | Italia (bandiera) | C     | Walter Mirabelli   |
|    | Italia (bandiera) | A     | Enrico Pagliari    |
|    | Italia (bandiera) | D     | Bruno Pastorino    |
|    | Italia (bandiera) | C     | Francesco Scaratti |
|    | Italia (bandiera) | C     | Venanzio Severini  |
|    | Italia (bandiera) | C     | Sandro Tiberi      |
|    | Italia (bandiera) | A     | Sergio Tonini      |
|    | Italia (bandiera) | D     | Lauro Toneatto     |